# Camins inques
D'entre les diverses vies i camins construïts en la Sud-amèrica precolombina, els camins inques del Perú són els més extensos. Travessant els Andes i arribant fins als 5.000 m d'altitud sobre el nivell del mar, els camins connectaven les regions de l'Imperi Inca des de Quito (Equador) fins a Santiago de Xile, abastant vora 22.500 km i donant accés a un territori d'uns 3 milions de km². En cas d'haver de travessar valls hi havia ponts de corda. Gran part dels camins convergien al centre de l'imperi, Cusco.

## Descripció
Atés que els inques no utilitzaven la roda per al transport ni tenien cavalls fins a l'arribada dels espanyols al segle xvi, els camins eren emprats quasi exclusivament per gent caminant, de vegades acompanyats per animals de càrrega com les llames. Així mateix, els corredors chasqui podien fer-hi fins a 240 km al dia duent missatges en els quipu o de memòria.
Hi havia unes 2.000 posades (o tambos), situades a intervals regulars al llarg dels camins. Aquests hostals proveïen de menjar (blat, fesols, creïlles seques i carn curada) i refugi als viatgers. A les vores dels camins, els camperols conreaven arbres fruiters regats per séquies, així, de retruc, els viatgers també tenien aigua a l'abast. A més, aquestes posades tenien corts per a les llames.

## Rutes principals
El camí inca més important era l'anomenat en castellà camino real, d'una llargària de 5.200 km. Començava a Quito (Equador), passava per Cusco (Perú), i acabava a San Miguel de Tucumán (Argentina), tot travessant els Andes amb cims de més de 5.000 m.
El camino de la costa, de 4.000 km, corria paral·lel a la mar i enllaçava amb el camino real per diverses rutes menors.
El 2014, la Unesco va declarar el Qhapaq Ñan com a Patrimoni de la Humanitat.